# Liste von Terroranschlägen in Australien
Die Liste von Terroranschlägen in Australien beinhaltet eine Übersicht über in Australien geschehene Terroranschläge.
Zur großen Übersicht siehe Liste von Terroranschlägen.

## Erläuterung
In der Spalte Politische Ausrichtung ist die politische bzw. weltanschauliche Einordnung der Täter angegeben: faschistisch, rassistisch, nationalistisch, nationalsozialistisch, sozialistisch, kommunistisch, antiimperialistisch, islamistisch (schiitisch, sunnitisch, deobandisch, salafistisch, wahhabitisch), hinduistisch. Bei vorrangig auf staatliche Unabhängigkeit oder Autonomie zielender Ausrichtung ist autonomistisch vorangestellt, gefolgt von der Region oder der Volksgruppe und ggf. weiteren Merkmalen der Täter: armenisch, irisch (katholisch), kurdisch, tirolisch, tschetschenisch, dagestanisch, punjabisch (sikhistisch), palästinensisch.
Die Opferzahlen der Anschläge werden farbig dargestellt:

Die Zahl bei den Anschlägen getöteter/verletzter Täter ist in Klammern ( ) gesetzt.

## 1978
| Datum/Beginn     | Ort    | Artikel/Quelle(n) | Täter | Politische Ausrichtung | Mittel     | Ziel  | Tote | Verletzte | Hintergrund |
| ---------------- | ------ | ----------------- | ----- | ---------------------- | ---------- | ----- | ---- | --------- | ----------- |
| 13. Februar 1978 | Sydney | [ 1 ]             |       |                        | Sprengsatz | Hotel | 3    | 11        |             |

## 1979
| Datum/Beginn | Ort   | Artikel/Quelle(n) | Täter | Politische Ausrichtung | Mittel      | Ziel     | Tote | Verletzte | Hintergrund |
| ------------ | ----- | ----------------- | ----- | ---------------------- | ----------- | -------- | ---- | --------- | ----------- |
| April 1979   | Perth | [ 2 ]             |       |                        | Sprengstoff | Kaufhaus | 0    | 9         |             |

## 1982
| Datum/Beginn      | Ort    | Artikel/Quelle(n) | Täter | Politische Ausrichtung                          | Mittel        | Ziel                                          | Tote | Verletzte | Hintergrund                           |
| ----------------- | ------ | ----------------- | ----- | ----------------------------------------------- | ------------- | --------------------------------------------- | ---- | --------- | ------------------------------------- |
| 23. Dezember 1982 | Sydney | [ 3 ]             | PLO   | autonomistisch, palästinensisch-nationalistisch | 2 Sprengsätze | Israelisches Konsulat, jüdischer Fußball-Club | 0    | 3         | Israelisch-Palästinensischer Konflikt |

## 1986
| Datum/Beginn      | Ort       | Artikel/Quelle(n) | Täter                          | Politische Ausrichtung | Mittel    | Ziel                | Tote | Verletzte | Hintergrund |
| ----------------- | --------- | ----------------- | ------------------------------ | ---------------------- | --------- | ------------------- | ---- | --------- | ----------- |
| 27. März 1986     | Melbourne | [ 4 ]             |                                |                        | Autobombe | Polizeipräsidium    | 0    | 21        |             |
| 23. November 1986 | Melbourne | [ 5 ]             | Greek Bulgarian Armenian Front |                        | Autobombe | Türkisches Konsulat | 1    | 1         |             |

## 1994
| Datum/Beginn     | Ort      | Artikel/Quelle(n) | Täter | Politische Ausrichtung | Mittel      | Ziel                      | Tote | Verletzte | Hintergrund |
| ---------------- | -------- | ----------------- | ----- | ---------------------- | ----------- | ------------------------- | ---- | --------- | ----------- |
| 02. März 1994    | Adelaide | [ 6 ]             |       |                        | Paketbombe  | Nationale Kriminalbehörde | 1    | 5         |             |
| 13. Oktober 1994 | Gawler   | [ 7 ]             |       |                        | Paketbombe  | Zivilist                  | 1    | 2         |             |
| 25. Oktober 1994 | Perth    | [ 8 ]             |       |                        | Geiselnahme | Polizeistation            | 1    | 0         |             |

## 1997
| Datum/Beginn     | Ort    | Artikel/Quelle(n) | Täter | Politische Ausrichtung | Mittel | Ziel            | Tote | Verletzte | Hintergrund |
| ---------------- | ------ | ----------------- | ----- | ---------------------- | ------ | --------------- | ---- | --------- | ----------- |
| 26. Februar 1997 | Sydney | [ 9 ]             |       |                        | Gas    | Einkaufszentrum | 0    | 4         |             |
| 28. Februar 1997 | Sydney | [ 10 ]            |       |                        | Gas    | Supermarkt      | 0    | 19        |             |

## 2014
| Datum/Beginn       | Ort       | Artikel/Quelle(n) | Täter              | Politische Ausrichtung | Mittel                    | Ziel       | Tote   | Verletzte | Hintergrund |
| ------------------ | --------- | ----------------- | ------------------ | ---------------------- | ------------------------- | ---------- | ------ | --------- | ----------- |
| 23. September 2014 | Melbourne | [ 11 ]            | Abdul Numan Haider | islamistisch           | Stichwaffe                | Polizisten | 0 (+1) | 2         |             |
| 15. Dezember 2014  | Sydney    | [ 12 ]            | Mon Haron Monis    | islamistisch           | Geiselnahme, Schrotflinte | Café       | 2 (+1) | 4         |             |

## 2015
| Datum/Beginn     | Ort             | Artikel/Quelle(n) | Täter                        | Politische Ausrichtung | Mittel      | Ziel          | Tote   | Verletzte | Hintergrund |
| ---------------- | --------------- | ----------------- | ---------------------------- | ---------------------- | ----------- | ------------- | ------ | --------- | ----------- |
| 02. Oktober 2015 | Parramatta City | [ 13 ]            | Farhad Khalil Mohammad Jabar | islamistisch           | Schusswaffe | Zivilpolizist | 1 (+1) | 0         |             |

## 2016
| Datum/Beginn       | Ort             | Artikel/Quelle(n) | Täter      | Politische Ausrichtung | Mittel     | Ziel     | Tote | Verletzte | Hintergrund |
| ------------------ | --------------- | ----------------- | ---------- | ---------------------- | ---------- | -------- | ---- | --------- | ----------- |
| 10. September 2016 | New South Wales | [ 14 ]            | Ihsas Khan | islamistisch           | Jagdmesser | Zivilist | 0    | 1         |             |

## 2017
| Datum/Beginn      | Ort        | Artikel/Quelle(n) | Täter       | Politische Ausrichtung | Mittel      | Ziel                                 | Tote   | Verletzte | Hintergrund |
| ----------------- | ---------- | ----------------- | ----------- | ---------------------- | ----------- | ------------------------------------ | ------ | --------- | ----------- |
| 07. April 2017    | Queanbeyan | [ 15 ]            |             | islamistisch           | Stichwaffe  | Tankstellenmitarbeiter Zeeshan Akbar | 1      | 0         |             |
| 05. Juni 2017     | Melbourne  | [ 16 ]            |             | islamistisch           | Geiselnahme | Prostituierte(r)                     | 1 (+1) | 3         |             |
| 21. Dezember 2017 | Melbourne  | [ 17 ]            | Saeed Noori |                        | Fahrzeug    | Zivilisten                           | 1      | 17 (+1)   |             |

## 2018
| Datum/Beginn      | Ort       | Artikel/Quelle(n) | Täter                   | Politische Ausrichtung     | Mittel                                      | Ziel                       | Tote   | Verletzte | Hintergrund |
| ----------------- | --------- | ----------------- | ----------------------- | -------------------------- | ------------------------------------------- | -------------------------- | ------ | --------- | ----------- |
| 09. Februar 2018  | Victoria  | [ 18 ] [ 19 ]     | Momena Shoma (IS)       | salafistisch, wahhabitisch | Stichwaffe                                  | Zivilist                   | 0      | 1         |             |
| 09. November 2018 | Melbourne | [ 20 ] [ 21 ]     | Hassan Khalif Shire Ali | islamistisch               | Messer, mit Propangasflaschen beladener Pkw | Passanten in Fußgängerzone | 1 (+1) | 2         |             |

## 2024
| Datum/Beginn   | Ort    | Artikel/Quelle(n) | Täter | Politische Ausrichtung | Mittel | Ziel                  | Tote | Verletzte | Hintergrund |
| -------------- | ------ | ----------------- | ----- | ---------------------- | ------ | --------------------- | ---- | --------- | ----------- |
| 15. April 2024 | Sydney | [ 22 ]            |       | islamistisch           | Messer | Kirche, Mari Emmanuel |      | 6 (+1)    |             |